# КиївПрайд
КиївПрайд (англ. KyivPride) — українська  громадська організація, на меті якої є обізнаність щодо ЛГБТ-спільноти серед українців. ГО «КиївПрайд» було засновано у 2016 році.
Окрім своєї діяльності протягом року, ГО «КиївПрайд» організовує щорічно подію під назвою ПрайдТиждень, що містить цілу серію культурно-просвітницьких заходів, мета яких — розповісти про життя і проблеми ЛГБТ-спільноти в Україні. Протягом тижня проходять дискусії, тренінги, воркшопи, виставки та покази фільмів. Також однією з головних активностей є Марш рівності — традиційна правозахисна хода.

## Марш рівності
Найвидимішою подією, яку організовує КиївПрайд, є Марш рівності. Спроба організувати перший Марш рівності була ще у 2012 році. Проте захід скасували.
Починаючи з 2016 року, Марш рівності традиційно відвідують тисячі учасників та учасниць. Зокрема, у 2016 було нараховано від 1 до 2 тисяч відвідувачів; у 2017 — близько 2,5 тисяч; у 2018 — близько 5 тисяч; а у 2019 — понад 8 тисяч. У 2020 році захід не проводився через карантинні обмеження по всій країні унаслідок пандемії COVID-19.

## КиївПрайд та іноземні Прайди
30 червня 2019 року КиївПрайд став частиною української колони на Всесвітньому прайді в Нью-Йорку. Нью-Йорк Прайд було присвячено 50-річчю Стоунволлських бунтів. Українці вперше вийшли окремою колоною поряд із грузинськими представниками та принципово не долучилися до пострадянських країн.
13 липня 2019 року КиївПрайд було представлено на Прайді у Мюнхені, а 27 липня — на Берлін Прайді. Останній відвідало близько 1 мільйона учасників та учасниць. Прапор КиївПрайду прикрашав головну платформу Берлін Прайду.

## Стратегічні напрямки роботи
- Привернення уваги суспільства до проблем осіб із числа ЛГБТ+.

- Сприяння внесенню питання ЛГБТ+ до українських суспільних норм.
- Проведення інформаційних кампаній, круглих столів, конференцій, зборів, семінарів, фестивалів.
- Зміна суспільного дискурсу щодо ЛГБТ+ в Україні.
- Підтримка інших неприбуткових організацій.

## Партнери
- Посольство США в Україні
- Посольство Канади в Україні
- Посольство Німеччини в Україні
- Фонд Гайнріха Белля
- Amnesty International
- Національний демократичний інститут
- Фрідом хаус
- СНІД-Фонд Елтона Джона
- USAID
- ГО «Точка опори ЮА»